# Stutterfly
Stutterfly foi uma banda de pós-hardcore criada em 1998, originalmente chamada Uncle Ed's Private Jet. Em fevereiro de 2007, a banda mudou seu nome para Secret and Whisper devido à substituição de Chris Stickney (o vocalista e também um de seus fundadores) e à alterações significativas em seu gênero musical.
A banda começou em Kelowna, Colúmbia Britânica, com quatro membros: Chris Stickney (vocalista), Jordan Chase (baixista e vocalista de apoio), Bradyn Byron (guitarrista e vocalista de apoio) e Craig Langerud (baterista). Em 2003, Jason Ciolli entrou como guitarrista da banda, e no ano seguinte, Ryan Loerke assumiu a bateria. Já em 2006, ocorreu a substituição do vocalista por Charles Furney.

## História
Sua única demo, Hollow, vendeu mais de 3.000 cópias. Seu primeiro álbum de estúdio, Broken in Pieces foi lançado em 2002.
Depois de chegar à número 1 no site mp3.com em julho de 2005 e mantido-se na 10ª posição até setembro de 2006, receberam cerca de 200.000 qualificações de usuários do mesmo site. Depois de assinarem contrato com a Maverick Records (mesma gravadora da cantora Madonna), localizada em Los Angeles, no verão de 2003, Stutterfly entrou numa turnê com a banda Story of the Year.
Participaram duas vezes do Warped Tour, onde conheceram seu futuro produtor Ulrich Wild. Com ele, lançaram dia 21 de junho de 2005 o segundo álbum de estúdio, And We Are Bled of Color, com novas versões de algumas músicas do álbum anterior, produzindo videoclipes para as canções "Gun in Hand" e "Fire Whispers".
O fracasso nas vendas de And We Are Bled of Color resultou no fim do contrato com a Maverick e na saída do vocalista Chris Stickney. Esse último foi substituido por Charles Furney, ex-membro e formador da banda Thebleedingalarm.
Com mudanças radicais em seu gênero musical, o grupo cancelou todos os shows restantes de 2006 e anunciaram pelo MySpace o fim de Stutterfly. Porém, em 24 de fevereiro de 2007, voltaram, apenas mudando o nome para Secret and Whisper.

## Discografia
| Ano  | Título                   | Tipo             |
| ---- | ------------------------ | ---------------- |
| 2000 | Hollow                   | Demo tape        |
| 2002 | Broken in Pieces         | Álbum de estúdio |
| 2005 | And We Are Bled of Color | Álbum de estúdio |